# Gredenec
Gredenec – wieś w Chorwacji, w żupanii krapińsko-zagorskiej, w gminie Petrovsko. W 2011 roku liczyła 107 mieszkańców.